# Lathys
Lathys es un género de arañas araneomorfas de la familia Dictynidae. Se encuentra en la zona holártica y  Lathys mussooriensis en la India.

## Lista de especies
Se reconocen las siguientes según The World Spider Catalog 20.0:
- Lathys adunca Liu, 2018
- Lathys affinis (Blackwall, 1862)
- Lathys alberta Gertsch, 1946
- Lathys albida Gertsch, 1946
- Lathys ankaraensis Özkütük, Marusik, Elverici & Kunt, 2016
- Lathys annulata Bösenberg & Strand, 1906
- Lathys bin Marusik & Logunov, 1991
- Lathys borealis Zhang, Hu & Zhang, 2012
- Lathys brevitibialis Denis, 1956
- Lathys cambridgei (Simon, 1874)
- Lathys changtunesis Hu, 2001
- Lathys chishuiensis Zhang, Yang & Zhang, 2009
- Lathys coralynae Gertsch & Davis, 1942
- Lathys delicatula (Gertsch & Mulaik, 1936)
- Lathys deltoidea Liu, 2018
- Lathys dentichelis (Simon, 1883)
- Lathys dihamata Paik, 1979
- Lathys dixiana Ivie & Barrows, 1935
- Lathys fibulata Liu, 2018
- Lathys foxi (Marx, 1891)
- Lathys heterophthalma Kulczynski, 1891
- Lathys huangyangjieensis Liu, 2018
- Lathys humilis (Blackwall, 1855)
- Lathys immaculata (Chamberlin & Ivie, 1944)
- Lathys inaffecta Li, 2017
- Lathys insulana Ono, 2003
- Lathys jubata (Denis, 1947)
- Lathys lehtineni Kovblyuk, Kastrygina & Omelko, 2014
- Lathys lepida O. Pickard-Cambridge, 1909
- Lathys lutulenta Simon, 1914
- Lathys maculina Gertsch, 1946
- Lathys maculosa (Karsch, 1879)
- Lathys mallorcensis Lissner, 2018
- Lathys maura (Simon, 1910)
- Lathys mussooriensis Biswas & Roy, 2008
- Lathys narbonensis (Simon, 1876)
- Lathys nielseni (Schenkel, 1932)
- Lathys pallida (Marx, 1891)
- Lathys pygmaea Wunderlich, 2011
- Lathys sexoculata Seo & Sohn, 1984
- Lathys sexpustulata (Simon, 1878)
- Lathys simplicior (Dalmas, 1916)
- Lathys sindi (Caporiacco, 1934)
- Lathys spasskyi Andreeva & Tyschchenko, 1969
- Lathys spiralis Zhang, Hu & Zhang, 2012
- Lathys stigmatisata (Menge, 1869)
- Lathys subalberta Zhang, Hu & Zhang, 2012
- Lathys subhumilis Zhang, Hu & Zhang, 2012
- Lathys subviridis Denis, 1937
- Lathys sylvania Chamberlin & Gertsch, 1958
- Lathys teideensis Wunderlich, 1992
- Lathys truncata Danilov, 1994
- Lathys zhanfengi Liu, 2018